# Ølgod Sogn
Ølgod Sogn er et sogn i Varde Provsti (Ribe Stift).
I 1800-tallet var Strellev Sogn i Nørre Horne Herred (Ringkøbing Amt) anneks til Ølgod Sogn i Øster Horne Herred (Ribe Amt). Trods annekteringen var de to selvstændige sognekommuner. Inden kommunalreformen i 1970 blev Strellev indlemmet i Ølgod. Den blev ved selve kommunalreformen kernen i Ølgod Kommune, der ved strukturreformen i 2007 indgik i Varde Kommune.
I Ølgod Sogn ligger Ølgod Kirke fra Middelalderen og Bejsnap Kirke fra 1892.
I sognet findes følgende autoriserede stednavne:
- Agersnap (bebyggelse, ejerlav)
- Agersnap Bæk (vandareal)
- Ansager Banke (areal)
- Bejsnap (bebyggelse, ejerlav)
- Bøllund (bebyggelse, ejerlav)
- Egknud (bebyggelse, ejerlav)
- Foersumho (bebyggelse, ejerlav)
- Frifelt (bebyggelse)
- Frydendal (bebyggelse)
- Frøsig (bebyggelse)
- Gammelgård (bebyggelse, ejerlav)
- Grønfelt (bebyggelse, ejerlav)
- Harkes (bebyggelse)
- Havlund (bebyggelse, ejerlav)
- Hedehusene (bebyggelse)
- Hejbøl (bebyggelse, ejerlav)
- Hjedding (bebyggelse, ejerlav)
- Højlund (bebyggelse, ejerlav)
- Kirkebjerg (areal)
- Kirkebymark (bebyggelse)
- Krageris (bebyggelse)
- Krusbjerg (bebyggelse)
- Lindbjerg (bebyggelse)
- Lindbjerg Mark (bebyggelse)
- Medum (bebyggelse)
- Mejlvang (bebyggelse, ejerlav)
- Præstegårdsmarken (bebyggelse)
- Sig (bebyggelse)
- Skave (bebyggelse)
- Stejlund (bebyggelse)
- Tarp (bebyggelse)
- Tinghøje (areal)
- Torlund (bebyggelse)
- Tranekær (areal)
- Vallund (bebyggelse, ejerlav)
- Vallund Hede (areal)
- Vestkær (bebyggelse, ejerlav)
- Vognslund (bebyggelse, ejerlav)
- Ølgod (stationsby)
- Ølgod Plantage (areal)
- Østbæk (bebyggelse, ejerlav)
- Østerbæk (vandareal)